# إد ليسي
إد ليسي (بالإنجليزية: Ed Lacy)‏ (25 أغسطس 1911، نيويورك في الولايات المتحدة - 7 يناير 1968، هارلم في الولايات المتحدة)؛ كاتب وروائي أمريكي.

## روابط خارجية
- إد ليسي على موقع IMDb (الإنجليزية)